# Rutylapa pilimarginata
Rutylapa pilimarginata är en tvåvingeart som beskrevs av Loïc Matile 1977. Rutylapa pilimarginata ingår i släktet Rutylapa och familjen platthornsmyggor.
Artens utbredningsområde är Madagaskar. Inga underarter finns listade i Catalogue of Life.